# جنك (باكستان)
جَنْك (بالهندستانية: جھنگ) مدينة في باكستان تقع في Jhang District ‏ ، وهي عاصمتها، بلغ عدد سكانها 365,198 نسمة وذلك حسب إحصائيات سنة 2017، رمزها البريدي هو 35200.

## أعلام
- مريم حسن
- إيثار الحق قاسمي
- محمد عبد السلام
- حق نواز جهنكوي
- طاهر القادري